# Liste der Monuments historiques in Tichey
Die Liste der Monuments historiques in Tichey führt die Monuments historiques in der französischen Gemeinde Tichey auf.

## Liste der Objekte
| Bezeichnung                     | Beschreibung                                                                                       | Standort                       | Kennzeichnung | Schutzstatus | Datum | Bild |
| ------------------------------- | -------------------------------------------------------------------------------------------------- | ------------------------------ | ------------- | ------------ | ----- | ---- |
| Retabel des Hauptaltars         | Holz, farbig gefasst, 18. Jahrhundert                                                              | in der Kirche St-Pierre (Lage) | PM21002365    | Classé       | 1984  |      |
| Altartisch des Hauptaltars      | Kalkstein, Marmor, 18. Jahrhundert                                                                 | in der Kirche St-Pierre (Lage) | PM21002366    | Classé       | 1984  |      |
| Kommunionbank                   | Schmiedeeisen, 18. Jahrhundert                                                                     | in der Kirche St-Pierre (Lage) | PM21002367    | Classé       | 1984  |      |
| Retabel der Seitenaltäre        | Holz, farbig gefasst und vergoldet, 18. Jahrhundert                                                | in der Kirche St-Pierre (Lage) | PM21002368    | Classé       | 1984  |      |
| Kanzel                          | Holz, 18. Jahrhundert                                                                              | in der Kirche St-Pierre (Lage) | PM21002369    | Classé       | 1984  |      |
| Beichtstuhl                     | Holz, 18. Jahrhundert                                                                              | in der Kirche St-Pierre (Lage) | PM21002370    | Classé       | 1984  |      |
| Prozessionsfahne Reuiger Petrus | verso: Heiliger Sebastian; Seide bestickt, Ölfarbe auf Leinwand, erste Hälfte des 19. Jahrhunderts | in der Kirche St-Pierre (Lage) | PM21005168    | Inscrit      | 2017  |      |
| Grabstein für Florent Mourelet  | Kalkstein, bezeichnet 1535                                                                         | in der Kirche St-Pierre (Lage) | PM21002371    | Classé       | 1913  |      |